# Singham Returns
Cette page contient des caractères d'alphasyllabaires indiens. En cas de problème, consultez Aide:Unicode.
Série Cop Universe
Singham
(2011) Simmba
(2018)
Pour plus de détails, voir Fiche technique et Distribution.
Singham Returns (hindi : सिंघम रिटर्न्स ; traduction littérale : Le Retour du Lion) est un film d'action indien réalisé par Rohit Shetty, et sorti en 2014. 
Ce film est la suite de Singham sorti en 2011.

## Fiche technique
- Titre : Singham Returns
- Titre original :  सिंघम रिटर्न्स
- Réalisation : Rohit Shetty
- Pays d’origine :  Inde
- Langue originale : hindi
- Genre : action, drame
- Durée : 142 minutes
- Dates de sortie : 
  -  Émirats arabes unis,  Koweït,  Pakistan : 14 août 2014
  -  Inde : 15 août 2014

## Distribution
- Kareena Kapoor : Avni
- Ajay Devgan : Bajirao Singham